# Laguna de Cáhuil
Laguna de Cáhuil är en flodmynning i Chile.   Den ligger i regionen Región de O'Higgins, i den södra delen av landet, 170 km sydväst om huvudstaden Santiago de Chile. Laguna de Cáhuil ligger 10 meter över havet.
Terrängen runt Laguna de Cáhuil är platt västerut, men österut är den kuperad. Havet är nära Laguna de Cáhuil åt nordväst. Runt Laguna de Cáhuil är det glesbefolkat, med 12 invånare per kvadratkilometer.. Närmaste större samhälle är Los Navegantes, 11,5 km norr om Laguna de Cáhuil. 
Trakten runt Laguna de Cáhuil består i huvudsak av gräsmarker.